# Montuçan
Montuçan (en francès Montussan) és un municipi francès situat al departament de la Gironda i a la regió de la Nova Aquitània.

## Demografia
| 1962                                       | 1968  | 1975  | 1982  | 1990  | 1999  | 2007  |
| ------------------------------------------ | ----- | ----- | ----- | ----- | ----- | ----- |
| 991                                        | 1.024 | 1.233 | 1.727 | 1.903 | 2.207 | 2.598 |
| Des de 1962: població sense dobles comptes |       |       |       |       |       |       |

## Administració
| Període | Identitat       | Partit |
| ------- | --------------- | ------ |
| 2008-   | Claude Arnathau |        |

## Agermanament
- San Vicente de la Sonsierra